# Miramont d'Auta-riba
Miramont (francès Miremont) és un municipi francès del departament de l'Alta Garona, a la regió Occitània.